# Jehovas Vidners historie
Jehovas Vidners historie begynder blandt adventisterne. Bibelstudenterne blev grundlagt af Charles Taze Russell ved dannelsen af Zions Watch Tower and Tract Society i 1876. Den næste leder og præsident Joseph Franklin Rutherford foretog en række markante doktrinære og organisatoriske ændringer i den organisation, som siden 1931 er blevet kendt som Jehovas Vidner.

## Baggrund 1870-1916
I 1870 dannede den tidligere adventist Charles Taze Russell en uafhængig religiøs bibelstudiegruppe i Pittsburgh i Pennsylvania. I løbet af sine studier forholdt Russel sig i stigende grad kritisk til trosbekendelser, doktriner og traditioner i den almene kristendom, herunder sjælens udødelighed, helvede og treenighedslæren. Han var gennem hele sit virke inspireret af adventismen, til hvem han udtrykte stor taknemmelighed.
I slutningen af 1870'erne havde Russell et nært samarbejde med adventisten Nelson H. Barbour, og de udgav i 1876 bogen "The Three Worlds". I bogen fastslår Russell og Barbour at Kristi genkomst fandt sted i 1874, og at hedningernes tider vil slutte i 1914. Siden påbegyndte Barbour og Russel udgivelsen af bladet "Herald of the Morning". Der opstod imidlertid uenighed mellem Barbour og Russell, og Barbour kom siden i stærk opposition til Russell. George Storrs, som var Russells tidligere mentor, udgav i 1850 en bog med titlen "The Watch Tower". Titlen på denne bog plagierede Russell og udgav i 1879 for første gang sit eget blad Zion's Watch Tower. På baggrund af Russells udgivelser opstod der der i årene 1879 og fremefter en dannelse af små menigheder af tidligere adventister. Disse menigheder havde i udstrakt grad selvstyre og var kun løst knyttede, men erkendte at Russell var lederen.
Efter Russell skilsmisse i 1903 oprettede han Watch Tower Society og flyttede i 1909 dets hovedkvarter til Brooklyn i New York. Hovedkvarteret var et kombineret forlags- og tilbedelseshus. De frivillige medarbejdere blev indlogeret i en nærliggende bygning, som Russell kaldte Betel. Han betegnede sin bevægelse som "bibelstudenterne" og formelt hed den "International Bible Students Association". Under hans virke opstod der omkring 500 menigheder på verdensplan. Russell døde som 64-årig i slutningen af 1916 og efterlod sig en organisation med stort frafald og stagnation, som følge af de fejlslagne profetier om 1914.

## Omstrukturering af organisationen 1917-1942
Joseph Franklin Rutherford, som var Vagttårnets advokat, blev i 1917 præsident for Vagttårnet. Det skabte en stor krise både i ledelsen og blandt de menige bibelstudenter, og han blev anklaget for at handle egenrådigt og hemmelighedsfuldt. Nu begyndte en del medlemmer, herunder fire af Vagttårnets bestyrelsesmedlemmer at modarbejde den nye præsident, og dette opgør medførte splittelse i organisationen 
Tre år efter 1914, i juli 1917, udgav Rutherford syvende bind af Studier i Skriften. Værket indeholder en stærk kritik af katolske og protestantiske kirkers engagement i 1. Verdenskrig.. Det medførte at flere ledere blev fængslet for at være anti-amerikanske spioner.